# Mohamed Razzouki
Mohamed Razzouki, né en 1982 à Utrecht (Pays-Bas), est un criminel néerlandais opérant pour l'organisation criminelle de Ridouan Taghi.
En 2024, au cours du procès Marengo, il est reconnu coupable de l'assassinat de la mauvaise cible, Hakim Changachi, et est condamné à une peine de 27 ans de prison.

## Biographie

### Enfance et début de carrière criminelle
Mohamed Razzouki naît en 1982 à Utrecht, aux Pays-Bas, au sein d'une famille marocaine originaire d'Aït Touzine, située dans les montagnes du Rif. Durant son enfance, il est un élève studieux, mais rencontre des difficultés familiales : son grand frère, Saïd Razzouki, est membre d'un groupe de malfaiteurs à Utrecht connu sous le nom de « Bad Boys ».
À la fin des années 2000, les « Bad Boys » évoluent pour devenir une organisation internationale de trafic de drogues à grande échelle. Ils établissent des contacts avec des cartels sud-américains pour importer de grandes quantités de cocaïne en Europe, via les ports d'Anvers et de Rotterdam. Mohamed Razzouki joue un rôle actif au sein du réseau, s'occupant des tâches mineures, tandis que son frère aîné, Saïd, devient le bras droit de l'organisation, soutenant Ridouan Taghi.
En 2009, Mohamed Razzouki apprend que son ami Nabil Bakkali fait face à des problèmes financiers, devant rembourser 80 000 euros à la justice et ne sachant plus comment s'en sortir. Mohammed présente alors Nabil Bakkali à Ridouan Taghi dans un café d'Utrecht.

### Fausse cible à Utrecht: entre loyauté et trahison (2016-2017)
En fin 2016, Mohamed Razzouki, accompagné de Nabil Bakkali, reçoit un message de Ridouan Taghi qui lui demande s'il connait un certain Khalid 'Immo' H. à Utrecht. Taghi révèle alors qu'il faut l'envoyer en enfer ou le rendre invalide. Cette tâche est attribuée par Mohamed à Nabil Bakkali qui doit uniquement servir de spotter (guetteur).
En 2017, Mohamed Razzouki reçoit un message de Nabil Bakkali, lui expliquant qu'il a commis un assassinat sur une fausse cible, qui s'avère être Hakim Changachi (neveu de Mimoun Chengachi), membre d'une famille mafieuse réputée active dans le milieu du haschich depuis les années 1980 aux Pays-Bas. Le 13 mars 2017, Nabil se prépare à rencontrer Mohammed Razzouki pour inventer une histoire afin de se faire pardonner par la famille Changachi. L'histoire est : Un homme, au nom de Danny (un réel rival de Ridouan Taghi), originaire d'Amsterdam, est à l'origine de cet assassinat. Le jour J, Bakkali, muni d'une arme à feu, rencontre un cousin de Hakim Changachi et lui raconte une fausse histoire concernant Danny. Pas cru par la famille Changachi, Bakkali envoie un message à Mo pour expliquer qu'il ne semble pas crédible malgré l'histoire préparée.
Mis sous pression par l'organisation de Taghi et la famille Chengachi, un deuxième rendez-vous a lieu avec un membre de la famille Chengachi à Breukelen, où Bakkali finit par avouer que l'assassinat est orchestré par Ridouan Taghi. Le membre de la famille, choqué, dit tourner la page et ne rien dire, mais Bakkali se tourne vers la justice et cherche à prendre un avocat. La justice le conduit vers l'avocat Bart Stapert. Alors que Mo demande à voir Bakkali, ce dernier refuse, jusqu'à ce que Ridouan Taghi apprenne que Bakkali l'aurait nommé. Taghi envoie alors un message à Mo en disant : « Je vais l'endormir lui et tous ses proches s'il m'a nommé. Dire mon nom? Ce sale chien. » Mohammed reçoit également un message de son frère Saïd Razzouki, qui lui dit : « Je viens d'avoir une discussion avec le chef. Il m'a donné le dicton, celui qui parle, mourra. (wie praat, die gaat) »,. Quelques heures plus tard, Mohammed reçoit plusieurs messages directs du chef qui lui demande pourquoi Bakkali ne répond pas.
En mars 2018, le ministère public révèle la coopération avec Nabil Bakkali, qui devient témoin clé contre l'organisation de Ridouan Taghi, en échange d'une peine réduite. Six jours plus tard, Reduan Bakkali, le frère de Nabil, est abattu à Amsterdam. Plus tard, en septembre 2019, Derk Wiersum, l'avocat de Nabil Bakkali, est également abattu.

### Victime d'une tentative d'assassinat (2017)
Le 18 décembre 2017, Mohamed Razzouki est victime d'une tentative d'assasinat dans son quartier d'Overvecht, alors qu'il se trouve dans sa voiture. Miraculeusement, il survit malgré les 28 balles tirées, bien qu'il soit grièvement blessé. Après la fusillade, il parvient à fuir vers le quartier d'Oriconodreef. Les tirs blessent également un passager assis à ses côtés et touchent une femme de 81 ans dans son domicile, alors qu'elle dormait.
Transporté à l'hôpital, Mohamed Razzouki se trouve dans un état critique. Un jour plus tard, il est arrêté par la police, à la suite des déclarations de Nabil Bakkali à la justice.
Plus tard, après le décryptage des messages Pretty Good Privacy du serveur PGPSafe du Costa Rica, la police découvre des messages de Nabil Bakkali, envoyés depuis sa cellule à Saïd Razzouki, lui demandant : « Comment ça avance avec les enquêtes concernant la tentative d'assassinat de ton frère ? Tu es d'accord avec moi que le focus est sur ces fils de p**** de Chengachis ? » Saïd Razzouki répond alors qu'il attend d'avoir des preuves concrètes avant de passer à la riposte.
En novembre 2019, Mohamed Razzouki déclare lors du procès Marengo que son ancien meilleur ami, Nabil Bakkali, serait l'instigateur de cette tentative d'assassinat, orchestrée depuis sa cellule à l'aide d'un téléphone PGP. Son avocat, Nico Meijering, déclare : « Le témoin clé a piégé mon client, neuf jours avant qu'il signe un contrat avec la justice. ». En effet, Nabil Bakkali aurait demandé à Mohamed, via message, de se rendre à Overvecht pour récupérer une somme d'argent. Sur place, personne n'était présent, Nabil ne répondait plus, et soudain, la fusillade a éclaté.

## Arrestation
Le 19 décembre 2017, Mohamed Razzouki est arrêté à l'hôpital par la police, qui le soupçonne de faire partie d'une organisation criminelle.
En 2021, au tribunal d'Osdorp, Mohamed Razzouki et Nabil Bakkali sont impliqués dans de nombreux affrontements verbaux, transformant la salle d'audience en un véritable champ de bataille. L'un accuse l'autre de mentir, tandis que l'autre réplique en le traitant de traître.
Le 14 novembre 2022, son avocat, Nico Meijering, plaide pour l'acquittement de Mohamed Razzouki,.

## Condamnation
Le 29 février 2024, Mohamed Razzouki est condamné à une peine de 27 ans de prison au cours du procès Marengo pour participation à une organisation criminelle. La justice accuse finalement Ridouan Taghi, Saïd Razzouki, Nabil Bakkali et Mohamed Razzouki de l'assassinat de Hakim Changachi.
En mars 2024, ses avocats, Christian Flokstra et Nico Meijering, démissionnent, abandonnant leur client Mohamed Razzouki. Ils estiment que la justice néerlandaise ne fait pas son travail et expriment leur perte totale de confiance en une justice démocratique. Le 27 mars 2024, Robert van 't Land et Mark Dunsbergen deviennent les nouveaux avocats de Mohamed Razzouki.

### Ouvrages
Cette bibliographie est indicative.
 : document utilisé comme source pour la rédaction de cet article.
- (nl) Wouter Laumans, Wraak, Overamstel Uitgevers, 2019 (ISBN 9789048836215).